# Samuel Lee
Samuel Lee, detto Sammy (Fresno, 1º agosto 1920 – Newport Beach, 2 dicembre 2016), è stato un tuffatore statunitense. Ha rappresentato gli Stati Uniti d'America ai Giochi olimpici di Londra 1948 e Helsinki 1952, vincendo due medaglie d'oro ed una di bronzo.

## Palmarès
- Giochi olimpici

Londra 1948: oro nella piattaforma 10 m e bronzo nel trampolino 3 m
Helsinki 1952: oro nella piattaforma 10 m